# DeMar DeRozan
DeMar DeRozan Darnell (Compton, Califòrnia, 7 d'agost de 1989) és un professional nord-americà de bàsquet jugador dels Chicago Bulls, de l'Associació Nacional de Bàsquet (NBA). Va jugar a bàsquet a la Universitat del sud de Califòrnia (USC) i va ser el novè seleccionat a la tria general pels Raptors, en el draft de 2009. El 2016, va ser nomenat All-Star per segona vegada en tres anys.

## Bàsquet a l'escola
DeRozan va assistir a la Compton High School i va ser classificat com un dels reclutes de la universitat dels Estats Units d'Amèrica de la de 2008. Ell va ocupar el lloc número 3 a la nació per Rivals.com i # 6 per Scout.com.
Va jugar en l'equip universitari de bàsquet per als quatre anys de l'escola secundària. En el seu primer any, va fer de mitjana 26,1 punts i 8,4 rebots. Durant el seu segon any, va fer una mitjana de 22,6 punts i 8.4 rebots, mentre que com a júnior va fer una mitjana de 22,3 punts, 7,8 rebots, 3,0 assistències i 3,2 robatoris de pilota.
En el seu últim any amb una mitjana de 29,2 punts per partit i 7,9 rebots, DeRozan va dur Compton High School secundària a un rècord de 26-6, un segon consecutiu Moore lliga del campionat i la divisió CIF IAA secció sud quarts de final. Pels seus esforços se li va concedir la Lliga Moore jugador més valuós premi i nomenat a l'equip All-State de Califòrnia. DeRozan era un membre de la 2008 All-American Team McDonalds, i també va guanyar el 2008 McDonalds All-American de la clavada de la Competència. També va ser convidat a tocar al Jordan Brand Classic de 2008 a Madison Square Garden i el Nike Hoop Summit, en què va anotar un alt d'equip de 17 punts. els èxits de DeRozan a la pista en el seu últim any el van veure guanyar el primer equip Parade All-American honors i Millor primer equip en el palmarès de l'oest.

## Carrera universitària
Al novembre de 2007, DeRozan va signar una carta d'intenció per jugar a bàsquet a la USC. Ell va triar la USC per sobre de l'Estat d'Arizona i Carolina del Nord, la decisió d'unir-se al seu amic, el jugador músic-actor de bàsquet de Romeu Miller, per jugar amb els troians.
En el seu primer joc per als troians, DeRozan va anotar un alt d'equip de 21 punts amb set rebots en un partit d'exhibició contra Azusa Pacific, una victòria 85-64 al Centre Galen. DeRozan va anotar 14 punts en la seva primera cursa de la temporada regular joc en la victòria davant la UC Irvine. Ell va anotar 21 punts, juntament amb un rècord personal de 13 rebots contra UCLA en els Pac-10 semifinals del torneig, abans d'anotar un rècord personal de 22 punts en 10 dels seus 16 tirs per dirigir al seu equip a una victòria per 61-49 sobre Estat d'Arizona a la final torneig PAC-10. els seus esforços en el torneig el va veure guanyar honors del primer equip Pac-10 All-Freshman, a més de ser nomenat Pac-10 MVP del torneig.
DeRozan va ser titular en els 35 partits de la temporada per als troians, anotant en doble figura 28 vegades i la publicació de quatre dobles-dobles. Ell va ocupar el tercer lloc en l'equip en punts (13.9 PPG), segon en rebots (5.7 rpg), tercer en assistències (1,5 assistències per partit), i el segon en percentatge de tirs de camp (523, el vuitè millor de la conferència). DeRozan va seguir els seus esforços de temporada regular, promediando 19.8 punts en cinc jocs de postemporada de la USC. Els seus 485 punts ocupa el tercer lloc de tots els temps i els seus 201 rebots és el quart de tots els temps per a un estudiant de primer any de la USC.

## Carrera professional
Va ser escollit l'any 2009 en la novena posició del Draft pels Toronto Raptors, equip en el qual va jugar durant nou temporades. L'any 2018 va fitxar pels San Antonio Spurs i, després de tres temporades, l'agost de 2021 va fitxar pels Chicago Bulls. Ha estat quatre cops All-Star (2014, 2016, 2017 i 2018), el 2017 va ser escollit part del tercer millor cinc inicial de l'NBA i el 2018 dins del segon millor cinc inicial.
Amb la selecció dels EUA ha estat or al Mundial de Bàsquet d'Espanya de 2014 i als Jocs Olímpics de Rio de Janeiro de 2016.